# Giro di Svizzera 2004
Il Giro di Svizzera 2004, sessantottesima edizione della corsa, si svolse in nove tappe dal 12 al 20 giugno 2004 per un percorso di 1 438 km, con partenza da Sursee e arrivo a Lugano. Il tedesco Jan Ullrich della T-Mobile si aggiudicò la corsa concludendo in 36h38'58".

## Tappe
| Tappa  | Data      | Percorso                            | km    | Vincitore di tappa | Leader cl. generale |
| ------ | --------- | ----------------------------------- | ----- | ------------------ | ------------------- |
| 1ª     | 12 giugno | Sursee > Beromünster                | 173,6 | Jan Ullrich        | Jan Ullrich         |
| 2ª     | 13 giugno | Dürrenroth > Rheinfelden            | 169,9 | Robbie McEwen      | Jan Ullrich         |
| 3ª     | 14 giugno | Rheinfelden > Vallorbe              | 185   | Robert Hunter      | Jan Ullrich         |
| 4ª     | 15 giugno | Le Sentier > Bätterkinden           | 211,6 | Robbie McEwen      | Jan Ullrich         |
| 5ª     | 16 giugno | Bätterkinden > Adelboden            | 161,7 | Robert Hunter      | Jan Ullrich         |
| 6ª     | 17 giugno | Frutigen > Linthal                  | 185,4 | Niki Aebersold     | Jan Ullrich         |
| 7ª     | 18 giugno | Linthal > Malbun (LIE)              | 133,7 | Georg Totschnig    | Fabian Jeker        |
| 8ª     | 19 giugno | Buchs > Bellinzona                  | 191,3 | Paolo Bettini      | Fabian Jeker        |
| 9ª     | 20 giugno | Lugano > Lugano (cron. individuale) | 25,5  | Jan Ullrich        | Jan Ullrich         |
| Totale | Totale    | Totale                              | 1438  |                    |                     |

## Squadre e corridori partecipanti
Al via si sono presentate 18 squadre, per un totale di 144 atleti iscritti. I ciclisti arrivati al traguardo finale sono stati 106, mentre 38 si sono ritirati, con una percentuale di arrivi pari al 73%.
| N.    | Cod. | Squadra           |
| ----- | ---- | ----------------- |
| 1-8   | TMO  | T-Mobile          |
| 11-18 | ALB  | Alessio-Bianchi   |
| 21-28 | C.A  | Crédit Agricole   |
| 31-38 | CHO  | Chocolade Jacques |
| 41-48 | CSC  | Team CSC          |
| 51-58 | DOM  | Domina Vacanze    |
| 61-68 | FAS  | Fassa Bortolo     |
| 71-78 | GST  | Gerolsteiner      |
| 81-88 | LAM  | Lampre            |

| N.      | Cod. | Squadra                            |
| ------- | ---- | ---------------------------------- |
| 91-98   | LOT  | Lotto-Domo                         |
| 101-108 | MIL  | Milaneza-Maia                      |
| 111-118 | PAL  | Mr Bookmaker.com-Palmans           |
| 121-128 | PHO  | Phonak Hearing Systems             |
| 131-138 | QSD  | Quick Step-Davitamon               |
| 141-148 | RAB  | Rabobank                           |
| 151-158 | SAE  | Saeco Macchine per Caffè           |
| 161-168 | SDV  | Saunier Duval-Prodir               |
| 171-178 | VIN  | Vini Caldirola-Nobili Rubinetterie |

## Dettagli delle tappe

### 1ª tappa
- 12 giugno: Sursee > Beromünster – 173,6 km

Risultati
| Pos. | Corridore       | Squadra       | Tempo    |
| ---- | --------------- | ------------- | -------- |
| 1    | Jan Ullrich     | T-Mobile      | 4h07'56" |
| 2    | Oscar Camenzind | Phonak        | s.t.     |
| 3    | Fabian Jeker    | Saunier Duval | s.t.     |

| Pos. | Corridore       | Squadra       | Tempo    |
| ---- | --------------- | ------------- | -------- |
| 1    | Jan Ullrich     | T-Mobile      | 4h07'46" |
| 2    | Oscar Camenzind | Phonak        | a 2"     |
| 3    | Fabian Jeker    | Saunier Duval | a 6"     |

### 2ª tappa
- 13 giugno: Dürrenroth > Rheinfelden – 169,9 km

Risultati
| Pos. | Corridore     | Squadra      | Tempo    |
| ---- | ------------- | ------------ | -------- |
| 1    | Robbie McEwen | Lotto-Domo   | 3h44'57" |
| 2    | Olaf Pollack  | Gerolsteiner | s.t.     |
| 3    | Robert Hunter | Rabobank     | s.t.     |

| Pos. | Corridore       | Squadra       | Tempo    |
| ---- | --------------- | ------------- | -------- |
| 1    | Jan Ullrich     | T-Mobile      | 7h52'43" |
| 2    | Oscar Camenzind | Phonak        | a 2"     |
| 3    | Fabian Jeker    | Saunier Duval | a 6"     |

### 3ª tappa
- 14 giugno: Rheinfelden > Vallorbe – 185 km

Risultati
| Pos. | Corridore         | Squadra    | Tempo    |
| ---- | ----------------- | ---------- | -------- |
| 1    | Robert Hunter     | Rabobank   | 4h05'07" |
| 2    | Grégory Rast      | Phonak     | a 2"     |
| 3    | Jurgen Van Goolen | Quick Step | a 19"    |

| Pos. | Corridore       | Squadra       | Tempo     |
| ---- | --------------- | ------------- | --------- |
| 1    | Jan Ullrich     | T-Mobile      | 12h01'49" |
| 2    | Oscar Camenzind | Phonak        | a 2"      |
| 3    | Fabian Jeker    | Saunier Duval | a 6"      |

### 4ª tappa
- 15 giugno: Le Sentier > Bätterkinden – 211,6 km

Risultati
| Pos. | Corridore         | Squadra       | Tempo    |
| ---- | ----------------- | ------------- | -------- |
| 1    | Robbie McEwen     | Lotto-Domo    | 4h51'50" |
| 2    | Francesco Chicchi | Fassa Bortolo | s.t.     |
| 3    | Olaf Pollack      | Gerolsteiner  | s.t.     |

| Pos. | Corridore       | Squadra       | Tempo     |
| ---- | --------------- | ------------- | --------- |
| 1    | Jan Ullrich     | T-Mobile      | 16h53'39" |
| 2    | Oscar Camenzind | Phonak        | a 2"      |
| 3    | Fabian Jeker    | Saunier Duval | a 6"      |

### 5ª tappa
- 16 giugno: Bätterkinden > Adelboden – 161,7 km

Risultati
| Pos. | Corridore        | Squadra     | Tempo    |
| ---- | ---------------- | ----------- | -------- |
| 1    | Robert Hunter    | Rabobank    | 3h45'16" |
| 2    | Murilo Fischer   | Domina Vac. | a 35"    |
| 3    | Michael Blaudzun | Team CSC    | a 37"    |

| Pos. | Corridore       | Squadra       | Tempo     |
| ---- | --------------- | ------------- | --------- |
| 1    | Jan Ullrich     | T-Mobile      | 20h43'25" |
| 2    | Oscar Camenzind | Phonak        | a 2"      |
| 3    | Fabian Jeker    | Saunier Duval | a 6"      |

### 6ª tappa
- 17 giugno: Frutigen > Linthal – 185,4 km

Risultati
| Pos. | Corridore         | Squadra        | Tempo    |
| ---- | ----------------- | -------------- | -------- |
| 1    | Niki Aebersold    | Phonak         | 5h04'07" |
| 2    | Thorwald Veneberg | Rabobank       | a 2'51"  |
| 3    | Roger Beuchat     | Vini Caldirola | a 3'00"  |

| Pos. | Corridore       | Squadra       | Tempo     |
| ---- | --------------- | ------------- | --------- |
| 1    | Jan Ullrich     | T-Mobile      | 25h50'32" |
| 2    | Fabian Jeker    | Saunier Duval | a 6"      |
| 3    | Georg Totschnig | Gerolsteiner  | a 25"     |

### 7ª tappa
- 18 giugno: Linthal > Malbun (Liechtenstein) – 133,7 km

Risultati
| Pos. | Corridore       | Squadra       | Tempo    |
| ---- | --------------- | ------------- | -------- |
| 1    | Georg Totschnig | Gerolsteiner  | 3h22'45" |
| 2    | Fabian Jeker    | Saunier Duval | a 5"     |
| 3    | Fränk Schleck   | Team CSC      | a 17"    |

| Pos. | Corridore       | Squadra       | Tempo     |
| ---- | --------------- | ------------- | --------- |
| 1    | Fabian Jeker    | Saunier Duval | 29h13'24" |
| 2    | Georg Totschnig | Gerolsteiner  | a 8"      |
| 3    | Jan Ullrich     | T-Mobile      | a 32"     |

### 8ª tappa
- 19 giugno: Buchs > Bellinzona – 191,3 km

Risultati
| Pos. | Corridore        | Squadra        | Tempo    |
| ---- | ---------------- | -------------- | -------- |
| 1    | Paolo Bettini    | Quick Step     | 4h30'25" |
| 2    | Patrick Calcagni | Vini Caldirola | a 1'04"  |
| 3    | Kim Kirchen      | Fassa Bortolo  | a 1'53"  |

| Pos. | Corridore       | Squadra       | Tempo     |
| ---- | --------------- | ------------- | --------- |
| 1    | Fabian Jeker    | Saunier Duval | 33h47'08" |
| 2    | Jan Ullrich     | T-Mobile      | a 41"     |
| 3    | Georg Totschnig | Gerolsteiner  | a 50"     |

### 9ª tappa
- 20 giugno: Lugano > Lugano – Cronometro individuale – 25,5 km

Risultati
| Pos. | Corridore         | Squadra       | Tempo  |
| ---- | ----------------- | ------------- | ------ |
| 1    | Jan Ullrich       | T-Mobile      | 31'36" |
| 2    | László Bodrogi    | Quick Step    | a 9"   |
| 3    | Fabian Cancellara | Fassa Bortolo | a 11"  |

| Pos. | Corridore         | Squadra       | Tempo     |
| ---- | ----------------- | ------------- | --------- |
| 1    | Jan Ullrich       | T-Mobile      | 34h19'25" |
| 2    | Fabian Jeker      | Saunier Duval | a 1"      |
| 3    | Dario David Cioni | Fassa Bortolo | a 1'20"   |

## Classifiche finali

### Classifica generale
| Pos. | Corridore         | Squadra       | Tempo     |
| ---- | ----------------- | ------------- | --------- |
| 1    | Jan Ullrich       | T-Mobile      | 34h19'25" |
| 2    | Fabian Jeker      | Saunier Duval | a 1"      |
| 3    | Dario David Cioni | Fassa Bortolo | a 1'20"   |
| 4    | Georg Totschnig   | Gerolsteiner  | a 1'26"   |
| 5    | Evgeni Petrov     | Saeco         | a 2'14"   |
| 6    | José Del Olmo     | Milaneza-Maia | a 2'17"   |
| 7    | Patrik Sinkewitz  | Quick Step    | a 3'18"   |
| 8    | Giuseppe Guerini  | T-Mobile      | a 3'20"   |
| 9    | Oscar Camenzind   | Phonak        | a 4'38"   |
| 10   | David Cañada      | Saunier Duval | a 4'46"   |

### Classifica scalatori
| Pos. | Corridore         | Squadra        | Punti |
| ---- | ----------------- | -------------- | ----- |
| 1    | Niki Aebersold    | Phonak         | 48    |
| 2    | Thorwald Veneberg | Rabobank       | 30    |
| 3    | Roger Beuchat     | Vini Caldirola | 24    |
| 4    | Paolo Bettini     | Quick Step     | 21    |
| 5    | Michael Blaudzun  | Team CSC       | 20    |

### Classifica a punti
| Pos. | Corridore       | Squadra       | Punti |
| ---- | --------------- | ------------- | ----- |
| 1    | Jan Ullrich     | T-Mobile      | 61    |
| 2    | Fabian Jeker    | Saunier Duval | 58    |
| 3    | Robert Hunter   | Rabobank      | 58    |
| 4    | Kim Kirchen     | Fassa Bortolo | 56    |
| 5    | Georg Totschnig | Gerolsteiner  | 30    |

### Classifica Postfinance sprint
| Pos. | Corridore          | Squadra  | Punti |
| ---- | ------------------ | -------- | ----- |
| 1    | Robert Hunter      | Rabobank | 24    |
| 2    | Thorwald Veneberg  | Rabobank | 13    |
| 3    | Juan Manuel Gárate | Lampre   | 13    |
| 4    | Erwin Thijs        | Palmans  | 12    |
| 5    | Michael Blaudzun   | Team CSC | 10    |

### Classifica Feldschlösschen sprint
| Pos. | Corridore         | Squadra        | Punti |
| ---- | ----------------- | -------------- | ----- |
| 1    | Bekim Christensen | Team CSC       | 13    |
| 2    | Niki Aebersold    | Phonak         | 6     |
| 3    | Geert Verheyen    | Chocolade Jac. | 6     |
| 4    | Santiago Pérez    | Phonak         | 3     |
| 5    | Roger Beuchat     | Vini Caldirola | 3     |

### Classifica squadre
| Pos. | Squadra                  | Tempo      |
| ---- | ------------------------ | ---------- |
| 1    | Phonak Hearing Systems   | 103h03'04" |
| 2    | Fassa Bortolo            | a 7'49"    |
| 3    | Milaneza-Maia            | a 11'37"   |
| 4    | T-Mobile                 | a 22'55"   |
| 5    | Saeco Macchine per Caffè | a 35'47"   |